# Periergos magna
Periergos magna är en fjärilsart som beskrevs av Matsumura 1920. Periergos magna ingår i släktet Periergos och familjen tandspinnare. Inga underarter finns listade i Catalogue of Life.